# The Young Knives

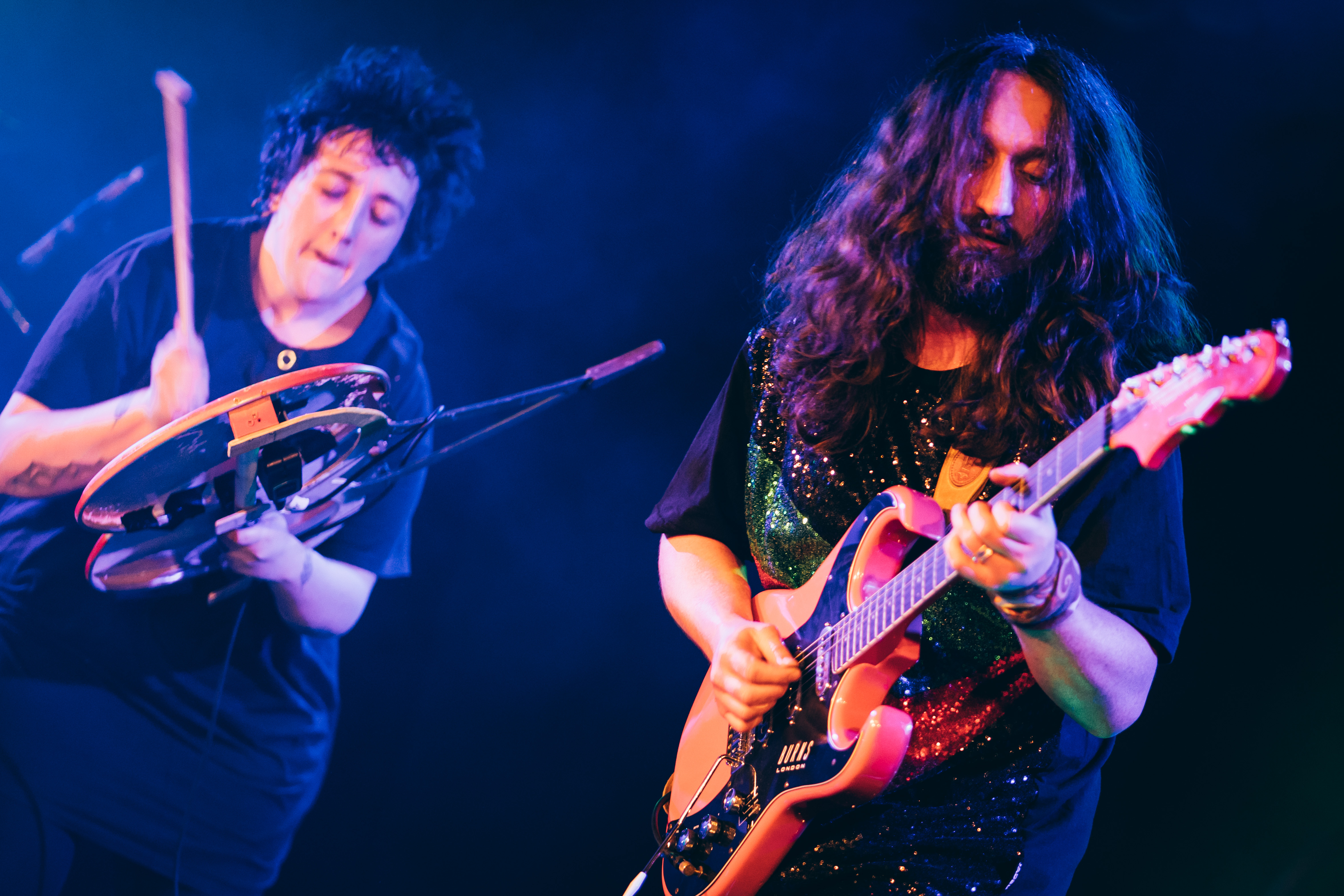
The Young Knives (2020)

The Young Knives sind eine englische Indie-Rockband aus Ashby-de-la-Zouch, Leicestershire, UK.

## Bandgeschichte
Die Band wurde 1997 von Henry Dartnall (Gesang, Gitarre), seinem Bruder Thomas (Gesang, Bass) alias „The House of Lords“ sowie Oliver Askew (Schlagzeug, Background-Gesang) gegründet. Zuerst nannten sie sich Simple Pastoral Existence und dann Ponyclub. Wegen Namensgleichheit mit einem anderen Musiker mussten sie sich aber nochmals umbenennen und änderten vor ihrer ersten Veröffentlichung den Bandnamen in The Young Knives. Ursprünglich stammt das Trio aus North West Leicestershire, zog aber 2002 nach Oxford um. Beim Truck Festival wurden sie vom Label Shifty Disco entdeckt und sie veröffentlichten dort im selben Jahr das Kurzalbum The Young Knives...Are Dead mit sieben Songs. In den folgenden Jahren folgten zwei EPs und gemeinsame Auftritte mit etablierten Bands wie den Futureheads und Hot Hot Heat.
Schließlich wurden sie von Warner unter Vertrag genommen und 2006 erschien ihre Debütsingle Here Comes the Rumour Mill. Dieses Lied erreichte ebenso wie She's Attracted To und Weekends and Bleak Days die Top 40 der britischen Charts. Das Debütalbum Voices of Animals and Men mit den drei Hits belegte im September des Jahres Platz 21 der Albumcharts. Dazu traten die Young Knives auch bei South by Southwest in Austin/Texas auf und 2007 erschien das Album auch in den USA. Im Jahr darauf wurde die zweite Warner-LP Superabundance veröffentlicht und sie war ähnlich erfolgreich wie das Debüt. Sie brachte ihnen zwei weitere Charthits.
Bis zum nächsten Album dauerte es dann drei Jahre. Ornaments from the Silver Arcade konnte jedoch nicht an die vorherigen Erfolge anknüpfen und verpasste die Top 75.

## Diskografie

### EPs
- 2003 – Rollerskater EP
- 2004 – Split EP (mit Smilex)
- 2005 – Junky Music Make My Heart Beat Faster

### Alben
- 2002 – The Young Knives... Are Dead
- 2006 – Voices of Animals and Men
- 2008 – Superabundance
- 2011 – Ornaments from the Silver Arcade
- 2013 – Sick Octave

### Singles
- 2005 – The Decision
- 2006 – Here Comes the Rumour Mill
- 2006 – She's Attracted To
- 2006 – Weekends and Bleak Days (Hot Summer)
- 2007 – Terra Firma
- 2008 – Up All Night
- 2008 – Turn Tail
- 2011 – Love My Name
- 2011 – Human Again